# Robin O’Connor
Robin Thomas O’Connor (ur. 18 listopada 1958) – zimbabwejski żeglarz sportowy, olimpijczyk.
Wystąpił na Letnich Igrzyskach Olimpijskich 1980 w klasie 470. Partnerował mu Jeremy O’Connor. W końcowej klasyfikacji zajęli przedostatnie, 13. miejsce. W klasyfikacji poszczególnych wyścigów byli najwyżej na 12. miejscu.